# Glacier de Péclet
Le glacier de Péclet est un glacier de France situé dans le massif de la Vanoise, en Savoie. Il est situé sur la commune des Belleville, au-dessus de la station de sports d'hiver de Val Thorens.

## Géographie
Petit glacier de cirque, il prend naissance sur la face Ouest de l'aiguille de Péclet. Il s'écoule vers l'ouest et après quelques centaines de mètres, ses eaux de fonte donnent naissance à un lac proglaciaire, source du torrent de Péclet. Le glacier Face Ouest se trouve au sud, de l'autre côté de l'arête occidentale de l'aiguille de Péclet, tandis que celui de Gébroulaz se trouve à l'est, de l'autre côté de son arête septentrionale.
Le funitel de Péclet permet d'accéder au glacier directement depuis la station de Val Thorens.

## Histoire
Entre 1973 et 2019, le glacier accueille plusieurs remontées mécaniques permettent d'y pratiquer le ski d'été jusqu'en 2001.

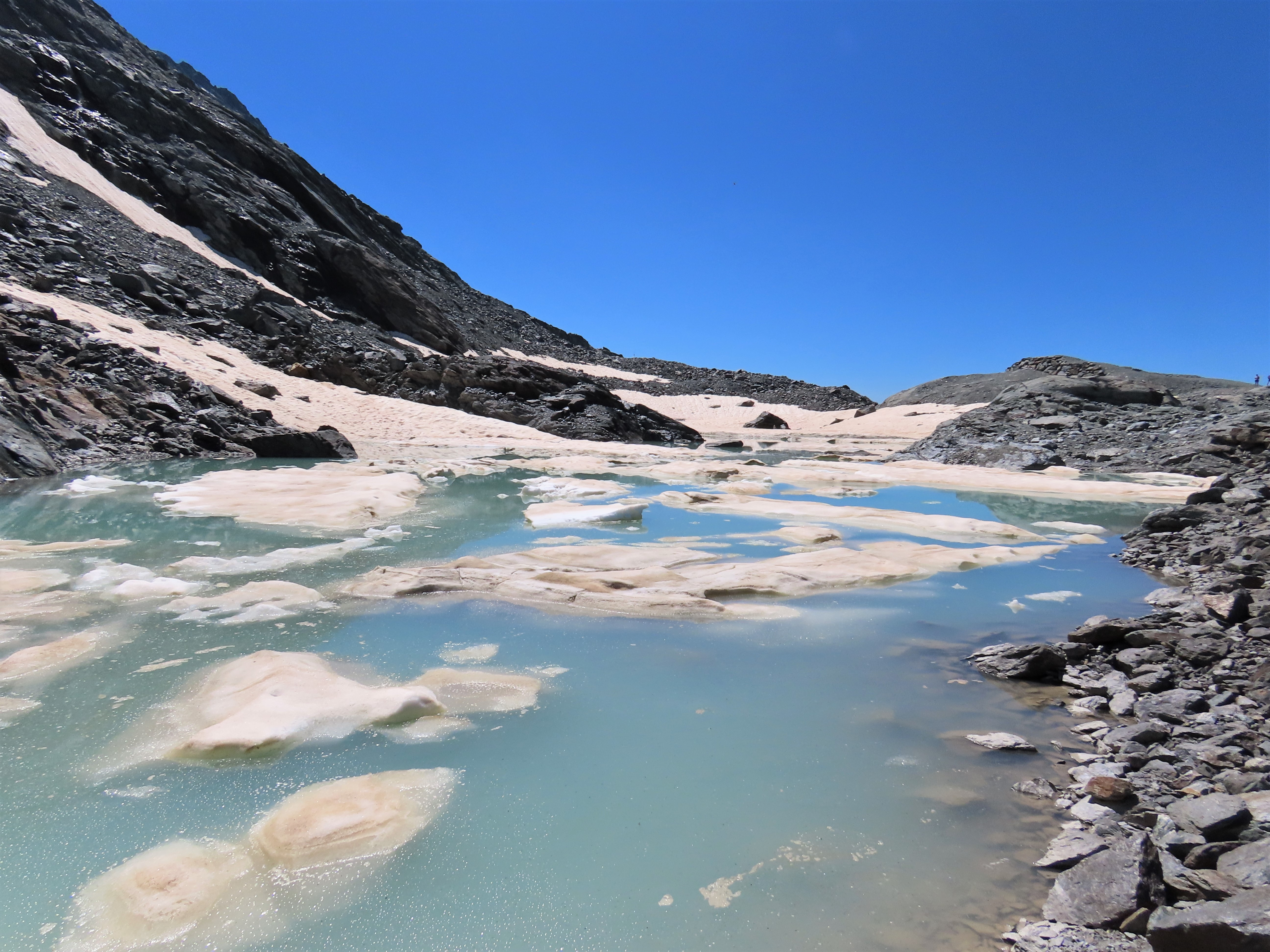
Le lac proglaciaire du glacier de Péclet.

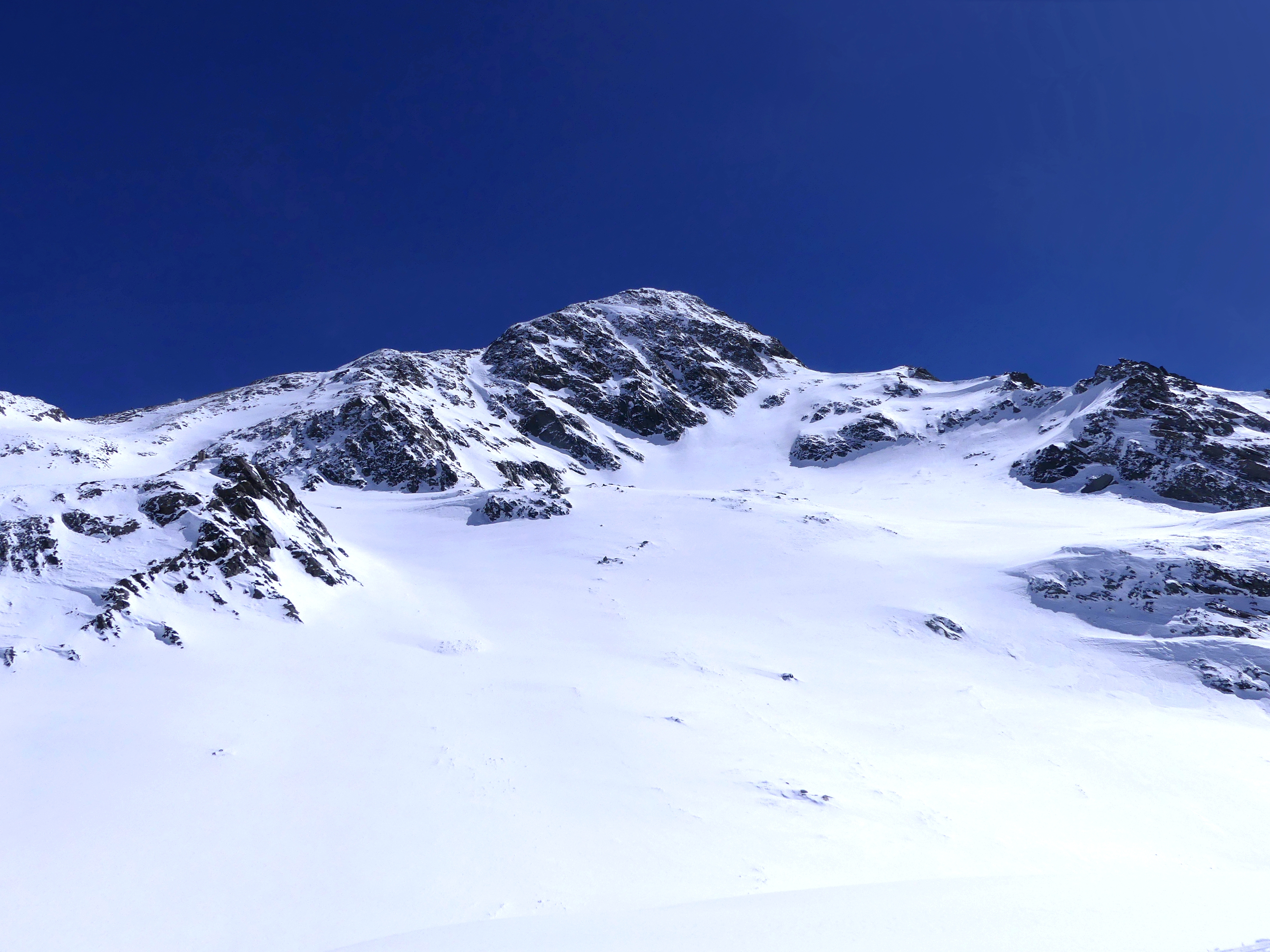
Vue enneigée du glacier sous l'aiguille de Péclet au printemps.